# Psycho-Pass
A Psycho-Pass (サイコパス; Szaiko Paszu; Hepburn: Saiko Pasu; stilizálva: PSYCHO-PASS) japán animesorozat, melyet Siotani Naojosi és Motohiro Kacujuki rendezett valamint Urobucsi Gen írt a Production I.G produkciós iroda gondozásában. Az animét a Fuji TV-n sugározták 2012 októbere és 2013 márciusa között. A történet egy autoritárius disztópiában játszódik, egy olyan országban, ahol a mindenütt jelenlévő köztéri szenzorok folyamatosan felmérik minden polgár mentális állapotát. Az összegyűjtött adat és a polgár általános személyisége alapján azt mérik, mennyi a valószínűsége, hogy az a személy bűntényt kövessen el. Ez a besorolás az adott személy Psycho-Pass értéke. A hatóságok minden alkalommal riasztást kapnak, ha a szenzorok veszélyes Psycho-Passt érzékelnek, és a Közbiztonsági Hivatal ügynökeit dominátorokkal – energiafegyverek, melyek saját erejüket modulálják a célpont Psycho-Pass szintje alapján – felszerelkezve küldik a helyszínre. A történet Cunemori Akane és Kógami Sinja valamint társaik kalandjait követi, akik a Közbiztonsági Hivatal Bűnözés Ellenes Osztályának 1-es egységét alkotják.
Az anime a Production I.G azon szándékának eredménye, hogy méltó örököse legyen Mamoru Osi eredményeinek. Az animét számos élőszereplős film inspirálta, főleg Ridley Scott 1982-es klasszikusa, a Szárnyas fejvadász. A vezető rendező Motohiro Katsujuki célja az volt, hogy a társadalom fiatal tagjait a felvetett pszichológiai, etikai témák átgondolására ösztönözze, ezért alkalmazta a ma népszerű és a társadalmi visszásságok bemutatására tökéletesen alkalmas disztópikus környezetet.
Amerikában a Funimation adta ki a művet, és 2014 októberében a második évadot is sugározni kezdték. 2015-ben filmet is készítettek belőle. A manga a Jump Square magazinban jelent meg, de készült számos visual novel, és egy videójáték is napvilágot látott.

## Cselekmény

### A világ
Az anime helyszíne egy futurisztikus Japán, ahol a Sibylla System – egy pszichometrikus szkennerekből álló hálózat – méri a polgárok mentális állapotát egy agyszkenner segítségével. Az ez alapján felállított értékelés az egyén Psycho-Pass szintje. Mikor egy adott személy Bűnelkövetési Indexe megemelkedik, a rendőrök letartóztathatják és javító intézetbe zárhatják, vagy meg is ölhetik, ha az indexe átlépi azt a küszöböt, mely után már nem rehabilitálható. Az úgynevezett Kényszerítők, vagyis az elit rendőrök dominátorokkal vannak felszerelve, melyek csak akkor aktiválódnak, ha a célpont Bűnelkövetési Indexe magas. A Kényszerítők maguk is lehetséges bűnelkövetők, azonban ők a feletteseik ellenőrzése alatt állnak, akik bármikor likvidálhatják őket, ha veszélyt jelentenek a társadalomra. A Sibylla System mibenlétét teljes homály fedi, a polgárok nem tudják, milyen hatalom irányítása alatt élnek, mégis teljes az engedelmesség. Ez a világ sokban hasonlít a George Orwell 1984 című könyvében leírtakhoz.

### Történet
A történet középpontjában Cunemori Akane felügyelő áll, aki a  Közbiztonsági Hivatal Bűnmegelőzési osztályának új nyomozójaként kezd dolgozni. Akane már első küldetése alatt rálő az alá beosztott Kényszerítőre, Kógami Sinjára, mikor az meg akar ölni egy lehetséges bűnelkövetőt. Kógami megköszöni, hogy megakadályozta a gyilkolásban, ezért Akane a csapatnál marad, melynek tagja még egy nyomozó, Ginoza Nobucsika, aki lenézi a Kényszerítőket.Az ő felügyeletük alatt dolgozik négy Kényszerítő: a főhős, Kógami Sinja, Masaoka Tomomi, egy középkorú férfi, aki valaha nyomozó volt, Kagari Suszei, egy gondtalan fiatal férfi, akit már gyermekkorában a lehetséges bűnelkövetők közé soroltak és Kunizuka Jajoi, egy volt zenész, aki egy terroristával való kapcsolata miatt lett lehetséges bűnelkövető. Akane korai nyomozásai során a csapat felfedezi Makisima Sogo, egy bűnöző lángelme munkáit, akit véd, hogy folyamatosan alacsony bűnelkövetési indexel rendelkezik, bármit is tervez vagy cselekszik. Így a Sibylla System nem tudja bemérni, és a dominátorok sem lépnek működésbe ellene.
A nyomozók és a Kényszerítők elkezdik üldözni Makisimát, akinek az a célja, hogy elpusztítsa a Sibylla System által létrehozott társadalmat. Ennek érdekében lázadásokat szít a városban, hogy elcsalja a rendőrséget az Egészségügyi és Jóléti Minisztérium székhelyétől, a Nona toronytól, ahol a Sibylla System is található. Akane és Kógami megállítják Makisima felkelőit, míg Kagari követi Makisima egyik szövetségesét a toronyba, ahol a minisztérium igazgatója Kasei Josu asszony megöli mind a bűnözőt, mind pedig saját emberét, Kagarit, mert ő látta a Sibylla valódi formáját, ami nem tudódhat ki. Kasei elmondja az elfogott Makisimának, hogy Sibyll egy kaptárelme (kollektív tudat), mely hozzá hasonló, pszichikailag tünetmentes egyénekből áll és hogy az a kívánsága, hogy Makisima is csatlakozzon a rendszerhez, de Makisima megszökik. Kógami, ahogy rájön az igazságra Makisima szökése mögött, elhagyja a csapatát, hogy megölje a bűnözőt. A Sibyll System később közvetlenül kapcsolatba lép Akanéval, s azt parancsolja neki, hogy Makisimát élve fogja el. Akane csak azzal a feltétellel egyezik bele, ha visszavonják a kivégzési parancsot Kógami ellen (amit akkor kapott, mikor elhagyta a csapatot). Miután megtudták, hogy Makisima célja bioterrorizmus elkövetésével gyengíteni Japán gazdaságát és megtörni a rendszert, a Bűnmegelőzési Osztály keresni kezdi Makisimát és Kógamit. Később Makisima megpróbálja megölni Ginozát, de Masaoka saját élete árán megmenti. Akane törekvései ellenére Kógami megöli Makisimát, majd elszökik és korábbi parancsnokai sosem látják viszont.
A második évadban, Akane felügyelő, az újra felállított első egység vezetője és társai, a kezdő felügyelő, Simocuki Mika, Ginoza, aki immár Kényszerítőként támogatja az egységet, Jajoi és két új Kényszerítő, Togane Szakuja és Hinakava Só új fenyegetéssel állnak szemben. Kamui Kirito, egy újabb bűnöző lángelme, Sogohoz hasonlóan a Sibylla System gyenge pontjainak kihasználásával, nem pedig lerombolásával akarja elpusztítani a rendszert. Mivel lehetetlen bemérni és képes segíteni a követőinek abban, hogy a bűnelkövetési indexüket alacsonyan tartsák, csak nagyon kevesen hiszik el, hogy egyáltalán létezik, beleértve Akanét.

## Gyártási folyamat
A sorozatot Siotani Naojosi rendezte, Urobucsi Gen írta, a karakter designt pedig Amano Akira mangaka alkotta meg. A főbb szereplők szinkronszínészei: Hanazava Kana, mint Cunemori Akane, Szeki Tomokazu, mint Kogami Sinja és Sakurai Takahiro, mint Makisima Sogo. A Production I.G terve az volt, hogy Osii Mamoru műveinek (Ghost in the Shell, Patlabor) méltó utódot készítsenek, ezért alkalmazták Motohiro Katszujukit, aki a sorozat vezető rendezője lett és a veterán I.G. animátort, Siotani Naojosit, aki felügyelte a rendezést.
Motohiro egy hosszú szünet után vissza akart térni az animekészítéshez, de ehhez karizmatikus szövegíróra volt szüksége. Motohironak tetszett egy sorozat, melyen Urobucsi Gen dolgozott (Puella Magi Madoka Magica), és egyéb munkáit is olvasta, ami arra késztette, hogy beszéljen Urobucsival. 2011 elején Motohiro felajánlotta, hogy dolgozzanak együtt. A Psycho-Pass gyártási folyamatának kezdetén Motohiro azt mondta Siotaninak, ne alkosson semmi olyat, ami nem adaptálható egy élőszereplős filmre.
Mielőtt a Psycho-Pass munkálatai megkezdődtek volna, Siotani a Blood-C: The Last Dark című filmen dolgozott. Ahogy azonban ott véget ért a munkája, rögtön a sorozatra fordította figyelmét. A 16. rész után, amely a legtöbb kihívást tartogatta és a legnépszerűbb volt a sorozatban, a csapat elvesztette az ihletet. A következő két epizódot ezért egy kívülálló csapat készítette, ami az animáció számos hibáján meglátszott. Erre reagálva az epizódok producere elmondta, hogy bár számított problémákra, próbálta a legjobbat kihozni belőle. Siotani is bocsánatot kért a részek minőségéért és az eredeti csapat újra munkába állt, hogy elkészítsék a sorozat hátralevő részeit. Eldöntötték, hogy a kereskedelmi forgalomba kerülő anyaghoz újra legyártják a 17-es és 18-as epizódot.
A sorozatot először 2012 márciusában mutatták be a Fuji TV Noitamina nevű sajtókonferenciáján. Egy évvel később Siotani kijelentette, hogy készülhet második évad, de csak akkor, ha a sorozat elég támogatást kap. A második évad munkálatai alatt Siotani azt mondta, az új epizódokat bonyolultabb létrehozni, mint az első évad részeit. Állítása szerint ezért a “sorozat rugalmatlansága” a felelős, hiszen az alkotóknak fenn kellett tartani a folytonosságot, az összefüggéseket. Ebben az évadban Ubukata Tov helyettesítette Urobucsit, mint vezető író. Ubukata megjegyezte, azt az ötletet kapta, hogy tágítsa ki a teret egy folytatás formájában.Annak eredményeképp, hogy megkapta a sorozat és a film lehetőségét, Ubukatának árnyalnia kellett a szereplők személyiségét. Bár a gyártási folyamat rövid ideig tartott, volt ideje rá, hogy  megbeszélést tartson az első évadot készítő csapattal. Siotani segített a csapatnak az utolsó epizód munkálatai során, amivel Ubukata nagyon elégedett volt.

### Karakter design
Bár számos anime úgy készül, hogy először a karaktereket dolgozzák ki és hozzájuk igazítják a világot, Siotani rájött, hogy ez ennél a sorozatnál pont fordítva kell, hogy legyen. Először meg kellett tervezni a világot, s csak utána alkották meg az ahhoz illő karaktereket. Ebből kifolyólag a szereplőket Amano Akira mangaka rajzolta, aki egyensúlyba hozta őket a sötét atmoszférával. A csapat kerülte a világos, feltűnő színeket. Cunemori Akanét tervezték a legátélhetőbb karakternek, aki a körülötte lévő világot a közönség szempontjából kérdőjelezi meg, és mint a főhősnő, aki nem fél Kogami és Makisima közé állni. Akane fejlődésének kifejezése- egy ártatlan újoncból érett és az események által kísértett nővé vált -az alkotók egyik legfőbb célja volt.
Motohiro engedte a csapatának, hogy nagyon erőszakos elemeket alkalmazzanak, bár tudta, hogy ezzel csökkenthetik a női nézők számát. Elismerte, hogy a sorozat túl erőszakos a fiatal gyerekek számára és hogy ő maga sem akarná, hogy a fia nézze az animét annak a pszichére erősen ható brutalitása miatt. Hozzátette, hogy a csapat nem kifejezetten egy brutális sorozatot akart csinálni, hanem egy “ művészi sorozatot, ami úgy alakult, hogy sok erőszakot tartalmaz”. Az agresszió mennyiségét illetően Shiotani annyit mondott Urobucsinak: “Hagyd, hogy megbirkózzunk vele”. Számos erőszakos jelenet kamerán kívül történik, de ha a főhőst is érinti, a jelenetet emlékezetessé tették. A stábnak kétszer is újra kellett alkotni a jeleneteket, mert a tévécsatorna szerint “túl messzire mentek”.
Motohiro azt szerette volna, hogy a sorozat szembe menjen az aktuális anime trendekkel. Mivel a stáb inkább az olyan drámákat értékelte, melyek a férfi karakterek közti konfliktusra fókuszáltak, ők is így tettek. Ezen elképzelés miatt úgy döntöttek, a főhősnő, Akane ne vegye le a ruháit, helyette tegye ezt Kógami. A show a szerelmi szál hiányában is vonzotta a női közönséget, mert a két férfi főhős közti konfliktus érdekelte a sónen ai műfaj rajongóit. Bár Siotani a két férfi közti romantikus kapcsolatot el akarta kerülni, úgy gondolja, a szereplők közti harcjelenetek akaratlanul is vonzzák a női nézőket. A stáb úgy döntött, hogy a barátságokra fókuszál romantikus kapcsolatok helyett.

### Inspirációk
Számos nyugati film inspirálta a sorozatot. Ezek közül említést érdemel például az L.A. Confidental, de Siotani számos egyéb forrásáról is beszélt, köztük Minority Report, Gattaca, Brazil és a Szárnyas fejvadász, melyhez később sokban hasonlította a Psycho-Passt. Urobucsi már a sorozat gyártása előtt eldöntötte, hogy Philip K. Dick inspirálta disztópikus narratívát fog használni. A pszichológiai témák Siotani gyermekkorán alapulnak, mikor a Lupin III-mat nézte. Ezért gondolt arra, hogy hozzáadja a “ma fiataljainak traumáját” a sorozathoz. A két férfi főhős közti rivalizálás olyan drámákon alapult, melyeket a stáb kedvelt. A szinkronszínészek az alapján kerültek be a produkcióba, ahogy jellemet adtak a karakternek.

### Zene
A stábnak sok problémát okozott a főcímdal megkomponálása, míg valaki felvetette Ling Tosite Sigure nevét, akit végül megbíztak, hogy készítse el a főcímzenét. Egoist, aki a végefőcímet komponálta, a Noitaminan debütált a Guilty Crown zenéjével. Siotani arra kérte Egoistot, hogy három verziót vegyen fel a dalból, így azt majd hozzá tudják igazítani az adott epizód befejezésének hangulatához. A sorozat folyamán az időkorlát miatt az endinget vagy elhagyták, vagy instrumentális verzióval helyettesítették, hogy ne az epizódból kelljen kivágni jeleneteket.
A sorozat második és ötödik DVD kiadása két cédét tartalmazott az anime dalaival. Az eredeti soundtracket a Sony Music Entertainment adta ki 2013. május 29-én. Ez a kiadás 55 dalt tartalmazott, melyeket Kanno Yugo komponált. A második eredeti soundtracket 2015. március 18-án adták ki. A Namae no nai kaibucu (Szörny név nélkül) című két fejezetes dráma cédé, ami egy előzmény történeten alapult, 2013. szeptember 25-e és november 27-e között került kiadásra.

## Felvetett témák
Ahogy a kritikák megjegyezték, a Psycho-Pass társadalmi és pszichológiai témákat dolgoz fel, úgymint a stresszmentes élet, vagy a bűnözéstől való félelemmentesség ára. Valóban a Sibylla System olyan egyéneket keres, akik a lehetséges cselekedeteikkel másoknak stresszt okozhatnak. De ez felveti a kérdést, vajon morálisan és társadalmilag elfogadható-e az, ha az egyéneket olyan tettekért büntetjük meg, melyet még el sem követtek. Például rögtön az első epizódban egy nőt megerőszakolnak, s az ebből következő trauma miatt a mentális képe elfelhősödik, megnő a bűnelkövetési indexe. Mivel ezt a Sibylla System érzékeli, a dominátorok működésbe lépnek és a rendőrség kész megölni a lányt. De Akane közbelép, megtagadja a rendszer utasítását és újra normális értékre csökkenti a nő mentális képét. Ez világosan mutatja, hogy különbség van a potenciálisan elkövetett bűntény és valódi bűntény között. Az Anime News Network szerint: “Mind képesek vagyunk rossz dolgokat tenni néha. Meg kéne, hogy büntessenek, mert gondoltunk arra, hogy ártunk másoknak, mielőtt megtettük volna? Vagy mert áldozatok vagyunk? Valójában mindennek alapja az az első epizód. Az, ahogy Akane reagált egy áldozatra, akit a rendszer erőszakos bűnelkövetőnek bélyegzett.”
A Psycho-Pass később bemutatja, hogy a stresszmentes élet magában hordja az egyéni szükségleteken való átlépést az általános, társadalmi rend kedvéért. Morálisan és társadalmilag elfogadott megölni egy személyt, aki talán bűntényeket követ el, mindaddig, míg elfogadjuk, hogy az a kár, ami a társadalmat fenyegeti nagyobb, mint amit mi okozunk egy tévesen elítélt személy elítélésével. Más szavakkal a Sibylla System az elfogadható kockázat és a lehetőség elvének árával operál. De a Sibylla System ítélőképességétől függve olyan társadalom keletkezik, amelyik nem féli a bűn fogalmát, de az egyének félnek a rendszer ítéletének következményeitől. Maga Urobucsi is megjegyezte, hogy a sorozat központi eleme a félelem, ami Makisima Sogot is vezérli, aki úgy érzi, nem része a társadalomnak, hiszen a Sibylla System nem tudja azonosítani. Úgy érzi, deviáns és nincs helye egy ilyen struktúrájú társadalomban.
Az érzelmi elnyomás témáját is körbejárja a sorozat. A látens bűnözők beazonosítása a társadalom által negatívnak bélyegzett érzelmek – bánat, harag – elkerülésén alapszik. Tehát ha az ember el akarja kerülni, hogy látens bűnelkövetőnek bélyegezzék, a fenti érzelmeket nem érezheti a szabadban, az utcákon, ahol a szkennerek be tudják mérni. Kotaku megjegyezte: "a szkennerek miatt a Psycho-Pass egy nagyon érdekes jövőt mutat, ahol a ‘belső szépség’ épp olyan fontos, ha nem fontosabb, mint a testi szépség, és egy olyan jövőt, ahol a rendőrség munkája az, hogy figyeljék a lehetséges bűnözőket. Hiszen ha bármilyen igazi detektív munkát végeznének, akkor maguk is úgy kezdenének gondolkodni, mint az, akit üldöznek, így ők is látens bűnözőkké válnának”. Számos fő karakter nosztalgiát érez a sorozat folyamán és a megannyi utalás a régi irodalomra, filozófiára, zenére és színházra olyan nosztalgikus világot teremt, ami emlékeztet minket a mentál-szkennerek előtti időkre.
A sorozat másik fontos eleme ember és gép kapcsolata. Ebben a világban az ember szinte szimbiózisban él a gépekkel, s a Sibylla Systembe fektetett bizalom eredményezi a sorozat egyik legmegrázóbb jelenetét. Az utcán egy bűnöző halálra veri áldozatát, mindezt kíváncsi és tétlen járókelőkkel körülvéve. Hogy történhet ez? Az elkövetőn olyan sisak van, ami miatt a rendszer nem képes bemérni a mentális képét. Nincsenek szirénák, nincs figyelmeztetés, hogy az emberek hagyják el a helyszínt. Így hát nem is teszik, végignézik az eseményt és mivel a vakon követett Sibylla nem jelzett, az emberek nem tudják, hogy amit láttak, az rossz. Ez a jelenet mutatja talán a legszemléletesebben, mi történik, ha az emberektől elvesszük az ítélőképességüket.
Makisima Sógó szájából hangzik el többször: az ember tetteinek csak akkor van értéke, ha saját akaratából cselekszik.

## Kiadás
A Production I.G gondozásában készült animét Japánban a Fuji TV Noitamina blokkjában vetítették 2012. október 12. és 2013. március 22. között. A Toho 2012 decemberében kezdte kiadni a művet Blu-rayen és DVD-n és a nyolcadik, egyben utolsó darab 2013 márciusában került a boltokba. Észak Amerikában a Funimation vette meg a vetítési jogokat, aki egyszerre vetítette a Tv-ben és a honlapján először japán nyelven, majd később angolul. A Psycho-Pass volt az egyik legelső műsor, melyet a Funimation szinkronizálva sugárzott. Az Egyesült Királyságban 2014 márciusára tervezték a bemutatót, ott a jogokat a Manga Entertainment vette meg, Ausztráliában pedig a Madman Entertainment. 2013. július 6-án az Anime Expon Isikava Micuhisza, a Production I.G igazgatója elmondta, hogy a második évad munkálatai már elkezdődtek. Ezt az évadot, melynek címe egyszerűen Psycho-Pass 2, 2014 októberében kezdték sugározni, a filmet pedig 2015 januárjában adták ki. Mielőtt a második évadot vetíteni kezdték volna, újra műsorra tűzték az elsőt, ezúttal 11 egyórás epizódként. A negyedik epizódot nem vetítették, mert hasonlóságokat mutatott egy, a valóságban megtörtént gyilkossággal. Ezért a rendező, Naojosi Siotani a Twitteren kért bocsánatot. Amerikában a Funimation lejátszotta a kérdéses részt. Bejelentették, hogy 2014. október 15-én a piacra kerül egy Blu-ray box, mely az eredeti és az egy órás részekkel operáló sorozatot is tartalmazza.
A második évadot szintén a Fuji Tv Noitamina programblokkjában sugározták 2014. október 9 és december 18 között. Az animációs film érkezését 2013-ban jelentették be és 2015. január 15-én már mozikba is került Japánban. Urobuchi és Fukami Makoto dolgoztak együtt, mint a film írói.

## Kapcsolódó médiumok

### Manga
A Cunemori Akane felügyelő (Kansikan Cunemori Akane) című mangasorozat, melyet Mijosi Hikaru illusztrált, 2012. november másodikán jelent meg először a Shueisha kiadó Jump Squere című magazinjában (ahol az eredeti manga is futott). Az első tankóbon fejezetet Shueisha adta ki 2013. február 4-én. 2013 novemberében bejelentették, hogy a manga három fejezetéből Japánszerte 380000 példányt szállítottak ki a boltokba.
Egy másik mangasorozat, melynek címe Psycho-Pass: Kógami Sinja felügyelő (Kansikan Kógami Sinja) a Mag Garden kiadó Monthly Comic Blade című magazinjában jelent meg először 2014. június 30-án. A sorozatot Szai Nacuo illusztrálta, a történetért pedig Midori Gotó és a Production I.G volt a felelős.

### Regény
Az eredeti sorozatot Makoto Fukami öntötte regény formába. A regényváltozatot a Mag Garden adta ki két fejezetben 2013. február 4-én és április 4-én. Siotani elmondása szerint a regény sokkal erőszakosabb, mint a televíziós sorozat volt. Egy előzménytörténet is napvilágot látott Namae no Nai Kaibutsu (Szörny név nélkül) címen, melyet Takaba Aja írt, aki az anime változaton is dolgozott. Mielőtt a regényt kiadták, először a Noitamina hivatalos honlapján publikálták a ‘Noitamina Novel’ szegmensben. A papír alapú könyv kiadására 2013. február 4-én került sor.
2014. június 25-én a Hayakawa Publishing kiadó S-F magazinjában kezdődött el egy új regénysorozat kiadása, melynek írója Josigami Rjó. Miután ezen kiadás véget ért, a Hayakawa Publishing átdolgozta a regényeket és újra kiadta őket 2014 októberében. Vannak egyéb történetek is, melyek Choe Gu-sungra, Kagari Suszeire, Kunizuka Jajoira vagy épp Karanomori Sionra fókuszálnak. A Hayakawa Publishing szintén publikált egy Psycho-Pass Genesis című történetet 2014 decemberében, mely végre felfedi a Sybülla eredetét és Masaoka Tomomi belegabalyodását a rendszerbe.

### Videójáték
Az animesorozat Blu-ray kiadása tartalmaz egy interaktív visual novelt, melynek címe Csimi Csara Psycho-Pass. Ez a CD az eredeti történet részleteit, de a szereplők cshibi verzióját tartalmazza és bármilyen Blu-rayt lejátszó eszközön megnyitható. Május 14-én az Anime News Network bejelentette, hogy Xbox One-ra kiadnak egy, az eredeti történeten alapuló játékot, melynek címe Psycho-Pass: Mandatory Happiness. 2015-ben fejlesztették a játékot és PlayStation Vita illetve PlayStation 4 készülékre is elérhetővé tették. A játék egy Urobucsi által írt eredeti történetet tartalmaz, mely az anime sorozat első hat részével megegyező időintervallumban játszódik. Azonban más, olyan hősökre fókuszál, akik egy távoli szigeten veszik fel a harcot egy új ellenséggel. A NIS Amerika az amerikai forgalmazásban Playstation 4 illetve Vita készülékre adta ki, illetve egy exkluzív PC verzió is napvilágot látott a Steam kiadásában 2016 őszén. Amerikában az Xbox One-al kompatibilis verziót nem adták ki.

## Fogadtatás
A Fuji TV producerének, Mori Akitosinak ez volt az első munkája a csatornánál. A sorozat első vetítései a Noitamina Shop & Café-ban kevés nézőt vonzottak és ez saját elmondása szerint nagyon zavarta Morit. Ahogy a sorozat folytatódott, a nézőszám is jelentősen megnövekedett. Az utolsó epizód vetítésére már több mint ezer ember állt sorba, attól függetlenül, hogy a helyiség mindössze 70 fő befogadására képes. Ez nagyon boldoggá tette Morit, hisz látta, mennyi rajongó követte és támogatta a sorozatot. Azonban a későbbi vetítéseken ennél is nagyobb közönséget szeretett volna látni. A DVD és Blu-ray kiadások nagy példányszámban keltek el. 2014 áprilisában a sorozatot jelölték a Seiun Awardon, a 2013-as Newtype anime díjátadón az év 4. legjobb animesorozatának választották. A 11. epizód nyerte a legjobb epizódnak járó díjat a Noitamina tizedik közönségszavazásán, ezen kívül Kógami Sinja, Cunemori Akane és Makisima Sogo is nyertesként kerültek ki a saját kategóriájukban. Az Anime News Network a sorozatot az 5. legelérhetőbb animeként listázta olyan személyek számára, akik addig nem néztek japán anime sorozatokat.
Az anime jó értékeléseket kapott a mangával, animével foglalkozó médiumok körében. Rebecca Silverman, az Anime News Network munkatársa dicsérte a sorozatot, amiért nagy gondot fordított arra, hogy saját disztópikus világát lefesse. Bár azt is hozzátette, hogy az erőszakos jelenetek olyan hátborzongatóak, hogy megijeszthetik a nézőket. A Kotaku video játékokkal foglalkozó honlap és blog szerkesztője, Richard Eisenbeis “lenyűgöző cyberpunk misztérium”-ként írta le a sorozatot, dicsérve a társadalom leírását és a Makisima Sogo által “hangszerelt” gyilkosságok sorozatát. Azonban kritizálta a fejlett technológia használatát és elmondta, hogy összevetve egyéb tudományos fantasztikus művekkel, bár a témákat jól kezelte a sorozat, Makisima immunitását a rendszerrel szemben megmagyarázatlanul hagyta. A DVD Talk Makisimáról nyilatkozott dicsérően, annak személyisége és a történetben elért eredményei miatt. Bizonyos epizódokat azonban töltelék részeknek minősített, mondván, hogy azok csak a tetőponthoz vezető lépcsőfokok. Bamboo Dog az Anime News Networktől is dicsérte az animét. Kijelentette, hogy a sorozat a 12. résztől kezdve volt igazán kirobbanó és hogy örült a főhős, Cunemori Akane jellemfejlődésének. Azonban szigorúan kritizálta az animében lévő fő csavart a Sybilla System eredeti kilétére vonatkozóan, mondván, hogy “ez az egyik legbutább reveláció az anime történetében”.
Thomas Zoth a Fandom Post-tól a főhősök közti kapcsolatrendszert és annak fejlődését dicsérte. Akane jellemfejlődése a sorozat során számos kritikus elismerését elnyerte. Zoth élvezte a Kógami és Makisima közti akciójeleneteket és azokat, melyek bemutatták a köztük lévő status quo-t. Elmondása szerint a 16. epizód Urobucsi mesterműve. Silverman megjegyezte, hogy Akane és Kógami párhuzamos fejlődése homályos befejezést eredményezett, melyben a nézőnek kell döntenie. A mellékszereplőkről is elismerően nyilatkozott a DVD Talk, de a kritikus azt mondta, hogy néhányan nem túl hatásosak és hogy Sion az a karakter, akinek személyiségét a legkevésbé tudtuk felfedezni.
A sorozat vetítése során Silverman kritizálta az animációt, mert úgy érezte a kevés világítás esetleg nehezen érthetővé teszi a jeleneteket. A Japanator munkatársa Jamamura Hiroko viszont dicsérte az animációs stílust és a technológián lévő fókuszt. Őt az első részek vonzották a sorozathoz és azt hitte, az animáció minősége ugyanolyan marad egészen az utolsó epizódig. Hozzá hasonlóan, Jacob Hope Chapman, az ANN munkatársa is az animáció magas minőségéért dicsérte a művet. A 18, epizódot, mely az animáció rossz minőségéről volt ismert, kijavították a sorozat otthoni lejátszásra szánt verziójának kiadásához.
A Psycho-Pass második évadának kritikái a vegyestől a negatívig terjedtek. Dan Rhodes, a UK Anime Network munkatársa megjegyezte, hogy a második évad híján van a csavaroknak és bár így is szórakoztató, de látszik rajta Urobucsi Gen munkájának hiánya. Richard Eisenbeis kritikájában dicséri, hogy végre megismerjük a Sybylla System eredetét, melyet az első évadból nem tudtunk meg. Ezen kívül, bár dicséri a különbségeket Akane és az új nyomozó, Simocuki Mika között, Eisenbies kritizálta az új antagonistát és hogy a sorozat sokkal brutálisabb, mint az 1. évad. Nick Creamer az Anime News Network-től sokkal kritikusabb volt az animével szemben. Úgy érezte, az új író, Ubukata Tov nem tette vonzóvá az animét, annak ellenére, hogy a múltban voltak élvezetes munkái. Elmondta, hogy: “Mindent összevetve, a Psycho-Pass 2 az egyik legkiábrándítóbb mű, melyet valaha végignéztem”. Mind folytatásként, mind önálló sorozatként egy bukásnak ítélte a művet.

## Fordítás
Ez a szócikk részben vagy egészben  a   Psycho-Pass című angol Wikipédia-szócikk ezen változatának fordításán alapul.  Az eredeti cikk szerkesztőit annak laptörténete sorolja fel. Ez a jelzés csupán a megfogalmazás eredetét és a szerzői jogokat jelzi, nem szolgál a cikkben szereplő információk forrásmegjelöléseként.